# Hot Space Tour
Hot Space Tour – trasa koncertowa brytyjskiej rockowej grupy Queen z 1982, promująca album Hot Space. Zespół wystąpił w Europie, Ameryce Północnej (USA i Kanada) oraz w Japonii.
W 2004 wydano DVD Queen on Fire – Live at the Bowl z zapisem jednego z koncertów tej trasy (5 czerwca) oraz dodatkowo koncertów w Japonii i Austrii.
Hot Space Tour była ostatnią trasą koncertową w Stanach Zjednoczonych (nie licząc trasy Queen + Paul Rodgers z 2006).

## Personel
- John Deacon – gitara basowa, gitara (w utworze „Staying Power”)
- Brian May – gitara, wokal wspierający, pianino
- Freddie Mercury – śpiew, pianino, gitara (w utworze „Crazy Little Thing Called Love”)
- Roger Taylor – perkusja, wokal wspierający

### Gościnna współpraca
- Morgan Fisher – keyboard (etap europejski)
- Fred Mandel – keyboard (pozostałe koncerty)

## Program koncertów
- „Flash”
- „The Hero”
- „We Will Rock You” (wersja szybka)
- „Action This Day”
- „Play the Game”
- „Staying Power”
- „Somebody to Love”
- „Now I’m Here”
- „Dragon Attack”
- „Now I’m Here” (kontynuacja)
- „Love of My Life”
- „Save Me”
- „Back Chat”
- „Get Down, Make Love”
- solo gitarowe (May)
- „Under Pressure”
- „Fat Bottomed Girls”
- „Crazy Little Thing Called Love”
- „Bohemian Rhapsody”
- „Tie Your Mother Down”

Pierwszy bis:
- „Another One Bites the Dust”
- „Sheer Heart Attack”

Drugi bis:
- „We Will Rock You”
- „We Are the Champions”
- „God Save the Queen”

Pozostałe utwory:
- „Rock It (Prime Jive)” (tylko etap północnoamerykański)
- „Calling All Girls” (tylko etap japoński i wybrane amerykańskie koncerty)
- „Put Out the Fire” (na kilku koncertach)
- „Life is Real (Song for Lennon)” (na kilku koncertach)
- „Teo Torriatte (Let Us Cling Together)” (tylko etap japoński)
- „Body Language” (tylko etap północnoamerykański)
- „I’m in Love with My Car” (na kilku koncertach)
- „Killer Queen” (na kilku koncertach)

## Daty koncertów
| Data                          | Miasto          | Kraj              | Miejsce                            |
| ----------------------------- | --------------- | ----------------- | ---------------------------------- |
| Pierwszy etap – Europa        |                 |                   |                                    |
| 9 kwietnia 1982               | Göteborg        | Szwecja           | Scandinavium                       |
| 10 kwietnia 1982              | Sztokholm       | Szwecja           | Stockholm Isstadion                |
| 12 kwietnia 1982              | Drammen         | Norwegia          | Drammenshallen                     |
| 16 i 17 kwietnia 1982         | Zurych          | Szwajcaria        | Hallenstadion                      |
| 19 kwietnia 1982              | Paryż           | Francja           | Palais des Sports                  |
| 20 kwietnia 1982              | Lyon            | Francja           | Palais des Sports                  |
| 22 i 23 kwietnia 1982         | Bruksela        | Belgia            | Forest National                    |
| 24 i 25 kwietnia 1982         | Lejda           | Holandia          | Groenoordhallen                    |
| 28 kwietnia 1982              | Frankfurt       | Niemcy            | Festhalle                          |
| 1 maja 1982                   | Dortmund        | Niemcy            | Westfalenhallen                    |
| 3 maja 1982                   | Paryż           | Francja           | Palais des Sports                  |
| 5 maja 1982                   | Hanower         | Niemcy            | Eilenriedehalle                    |
| 6 i 7 maja 1982               | Kolonia         | Niemcy            | Sporthalle                         |
| 9 maja 1982                   | Würzburg        | Niemcy            | Carl-Diem Halle                    |
| 10 maja 1982                  | Stuttgart       | Niemcy            | Sporthalle                         |
| 12 i 13 maja 1982             | Wiedeń          | Austria           | Stadthalle                         |
| 15 maja 1982                  | Berlin          | Niemcy            | Waldbühne                          |
| 16 maja 1982                  | Hamburg         | Niemcy            | Ernst-Merck-Halle                  |
| 18 maja 1982                  | Kassel          | Niemcy            | Eissporthalle                      |
| 21 i 22 maja 1982             | Monachium       | Niemcy            | Olympiahalle                       |
| 29 maja 1982                  | Leeds           | Anglia            | Elland Road                        |
| 1 i 2 czerwca 1982            | Edynburg        | Szkocja           | Ingliston Showground               |
| 5 czerwca 1982                | Milton Keynes   | Anglia            | National Bowl                      |
| Drugi etap – Ameryka Północna |                 |                   |                                    |
| 21 lipca 1982                 | Montreal        | Kanada            | Montreal Forum                     |
| 23 lipca 1982                 | Boston          | Stany Zjednoczone | Boston Garden                      |
| 24 lipca 1982                 | Filadelfia      | Stany Zjednoczone | The Spectrum                       |
| 25 lipca 1982                 | Waszyngton      | Stany Zjednoczone | Capital Centre                     |
| 27 i 28 lipca 1982            | Nowy Jork       | Stany Zjednoczone | Madison Square Garden              |
| 31 lipca 1982                 | Richfield       | Stany Zjednoczone | Richfield Coliseum                 |
| 2 i 3 sierpnia 1982           | Toronto         | Stany Zjednoczone | Maple Leaf Gardens                 |
| 5 sierpnia 1982               | Indianapolis    | Stany Zjednoczone | Market Square Arena                |
| 6 sierpnia 1982               | Detroit         | Stany Zjednoczone | Joe Louis Arena                    |
| 9 sierpnia 1982               | East Rutherford | Stany Zjednoczone | Brendan Byrne Arena                |
| 10 sierpnia 1982              | New Haven       | Stany Zjednoczone | New Haven Coliseum                 |
| 13 i 14 sierpnia 1982         | Hoffman Estates | Stany Zjednoczone | Poplar Creek Music Theater         |
| 15 sierpnia 1982              | Saint Paul      | Stany Zjednoczone | Civic Center                       |
| 19 sierpnia 1982              | Biloxi          | Stany Zjednoczone | Civic Center                       |
| 20 sierpnia 1982              | Houston         | Stany Zjednoczone | Summit                             |
| 21 sierpnia 1982              | Dallas          | Stany Zjednoczone | Reunion Arena                      |
| 24 sierpnia 1982              | Atlanta         | Stany Zjednoczone | Omni Coliseum                      |
| 27 sierpnia 1982              | Oklahoma City   | Stany Zjednoczone | Myriad                             |
| 28 sierpnia 1982              | Kansas City     | Stany Zjednoczone | Kemper Arena                       |
| 30 sierpnia 1982              | Denver          | Stany Zjednoczone | McNichols Arena                    |
| 2 września 1982               | Portland        | Stany Zjednoczone | Portland Coliseum                  |
| 3 września 1982               | Seattle         | Stany Zjednoczone | Seattle Coliseum                   |
| 4 września 1982               | Vancouver       | Kanada            | PNE Coliseum                       |
| 7 września 1982               | Oakland         | Stany Zjednoczone | Oakland Arena                      |
| 10 września 1982              | Phoenix         | Stany Zjednoczone | Arizona Veterans Memorial Coliseum |
| 11 i 12 września 1982         | Irvine          | Stany Zjednoczone | Irvine Meadows                     |
| 14 i 15 września 1982         | Inglewood       | Stany Zjednoczone | Kia Forum                          |
| Trzeci etap – Japonia         |                 |                   |                                    |
| 19 i 20 października 1982     | Fukuoka         | Japonia           | Kyuden Memorial Gymnasium          |
| 24 października 1982          | Nishinomiya     | Japonia           | Hankyu Nishinomiya Stadium         |
| 26 października 1982          | Nagoja          | Japonia           | Port Messe Nagoya                  |
| 29 października 1982          | Sapporo         | Japonia           | Tsukisamu Green Dome               |
| 3 listopada 1982              | Tokorozawa      | Japonia           | Seibu Lions Stadium                |